# CoRoT-4 b
COROT-4b (ранее известная как COROT-Exo-4b) — экзопланета на орбите вокруг звезды COROT-4.

## Характеристики
Планета обнаружена европейским космическим телескопом COROT в 2008 году. Открытие было совершено транзитным методом. Масса планеты составляет 0,72 массы Юпитера, радиус — 1,17 радиуса Юпитера. COROT-Exo-4b находится на расстоянии приблизительно 0,090 а. е. от родительской звезды и совершает полный оборот вокруг неё за 9 суток.